# Shallowater
Shallowater è un centro abitato degli Stati Uniti d'America situato nella contea di Lubbock dello Stato del Texas.
La popolazione era di 2.484 persone al censimento del 2010. Fa parte dell'area metropolitana di Lubbock.

## Geografia fisica
Shallowater si trova sulle alte pianure del Llano Estacado a 33°41′20″N 101°59′54″W (33.6889728 -101.9982275).
Secondo lo United States Census Bureau, ha un'area totale di 1,5 miglia quadrate (4,0 km²).

## Società

### Evoluzione demografica
Secondo il censimento del 2000, c'erano 2.086 persone, 745 nuclei familiari e 590 famiglie residenti nella città. La densità di popolazione era di 2.272,7 persone per miglio quadrato (875,4/km²). C'erano 784 unità abitative a una densità media di 854,2 per miglio quadrato (329,0/km²). La composizione etnica della città era formata dal 90,99% di bianchi, lo 0,67% di afroamericani, lo 0,86% di nativi americani, lo 0,24% di asiatici, il 6,42% di altre razze, e lo 0,81% di due o più etnie. Ispanici o latinos di qualunque razza erano il 16,20% della popolazione.
C'erano 745 nuclei familiari di cui il 42,6% aveva figli di età inferiore ai 18 anni, il 65,1% aveva coppie sposate conviventi, l'11,4% aveva un capofamiglia femmina senza marito, e il 20,8% erano non-famiglie. Il 19,5% di tutti i nuclei familiari erano individuali e il 10,1% aveva componenti con un'età di 65 anni o più che vivevano da soli. Il numero di componenti medio di un nucleo familiare era di 2,80 e quello di una famiglia era di 3,21.
La popolazione era composta dal 29,8% di persone sotto i 18 anni, l'8,4% di persone dai 18 ai 24 anni maschi.
Il reddito medio di un nucleo familiare era di 38.750 dollari e quello di una famiglia era di 44.491 dollari. I maschi avevano un reddito medio di 32.383 dollari contro i 21.964 dollari delle femmine. Il reddito pro capite era di 16.752 dollari. Circa l'8,6% delle famiglie e il 9,4% della popolazione erano sotto la soglia di povertà, incluso l'11,1% di persone sotto i 18 anni e il 9,5% di persone di 65 anni o più.